# Гуменюк Олег Іванович
Олег Іванович Гуменюк (нар. 27 вересня 1970, мі. Хмельницький) — український політик. Народний депутат України. Член партії «За Україну!».

## Освіта
У 1992 році закінчив Хмельницький технологічний інститут за фахом інженер-економіст.

## Кар'єра
- 1992–1994 — аспірант Хмельницького технологічного інституту (методи і механізми роздержавлення і приватизації, дослідження економіки підприємств).
- 1994–2002 — комерційний директор, голова ТОВ «Заграва-Експо».
- З 1999 — голова НР ТОВ «Тернопільхлібпром»

Був членом Центрального проводу Української народної партії (з січня 2003), членом правління УНП; головою Центрального виконкому партії Народний союз «Наша Україна», головою Тернопільської обласної організації НСНУ.
Довірена особа кандидата на пост Президента України Віктора Ющенка в ТВО № 134 (2004–2005).

## Сім'я
Українець. Дружина Ганна Юріївна, син Павло.

## Парламентська діяльність
Народний депутат України 4-го скликання з травня 2002 до травня 2006 за виборчім округом № 165 Тернопільської області, висунутий Блоком Віктора Ющенка «Наша Україна». «За» 47.30 %, 13 суперників. На час виборів: голова ТОВ «Заграва-Експо», безпартійний. Член фракції «Наша Україна» (з травня 2002). Член Комітету з питань економічної політики, управління народним господарством, власності та інвестицій (з червня 2002).
Народний депутат України 5-го скликання з травня 2006 до червня 2007 від Блоку «Наша Україна», № 67 в списку. На час виборів: народний депутат України, член «Нашої України». Член фракції Блоку «Наша Україна» (з травня 2006). Член Комітету з питань промислової і регуляторної політики та підприємництва (з липня 2006). 8 червня 2007 достроково припинив свої повноваження під час масового складення мандатів депутатами-опозиціонерами з метою проведення позачергових виборів до Верховної Ради.
Народний депутат України 6-го скликання з листопада 2007 до грудня 2012 від Блоку «Наша Україна — Народна самооборона», № 34 в списку. На час виборів: керівник центрального виконкому НСНУ, член політичної партії Народний Союз «Наша Україна». Член фракції Блоку «Наша Україна — Народна самооборона» (з листопада 2007). Голова підкомітету з питань регуляторної політики Комітету з питань промислової і регуляторної політики та підприємництва (з грудня 2007)

## Ресурси інтернет
- Довідник «Хто є хто в Україні», видавництво «К.І.С.»